# Kanton Saint-Aubin-du-Cormier
Kanton Saint-Aubin-du-Cormier (francouzsky Canton de Saint-Aubin-du-Cormier) je francouzský kanton v departementu Ille-et-Vilaine v regionu Bretaň. Tvoří ho 10 obcí.

## Obce kantonu
- La Chapelle-Saint-Aubert
- Gosné
- Mézières-sur-Couesnon
- Saint-Aubin-du-Cormier
- Saint-Christophe-de-Valains
- Saint-Georges-de-Chesné
- Saint-Jean-sur-Couesnon
- Saint-Marc-sur-Couesnon
- Saint-Ouen-des-Alleux
- Vendel